# Catherine Borghi
Catherine Borghi (ur. 23 września 1976 w Les Diablerets) – szwajcarska narciarka alpejska, brązowa medalistka mistrzostw świata juniorów.

## Kariera
Po raz pierwszy na arenie międzynarodowej pojawiła się w 1993 roku, startując na mistrzostwach świata juniorów w Montecampione. Zajęła tam 17. miejsce w slalomie i 58. miejsce w supergigancie. Jeszcze dwukrotnie startowała w zawodach tego cyklu, zdobywając brązowy medal w gigancie podczas mistrzostw świata juniorów w Voss w 1995 roku. Na tej samej imprezie była też piąta w slalomie
W zawodach Pucharu Świata zadebiutowała 26 listopada 1994 roku w Park City, gdzie nie zakwalifikowała się do drugiego przejazdu w gigancie. Pierwsze pucharowe punkty wywalczyła 18 listopada 1995 roku w Vail, zajmując 20. miejsce w slalomie. Nigdy nie stanęła na podium zawodów tego cyklu; dwukrotnie zajmowała czwarte miejsce w zjeździe: 29 listopada 2001 roku w Lake Louise i 2 lutego 2002 roku w Åre. W sezonie 1997/1998 zajęła 29. miejsce w klasyfikacji generalnej. Ponadto w sezonie 1996/1997 była piąta w klasyfikacji kombinacji.
Wystartowała na igrzyskach olimpijskich w Nagano w 1998 roku, zajmując 34. miejsce w supergigancie, 22. w zjeździe, 19. w gigancie i 10. miejsce w kombinacji. Na rozgrywanych cztery lata później igrzyskach olimpijskich w Salt Lake City była dziewiętnasta w zjeździe, ósma w kombinacji i osiemnasta w supergigancie. Była też między innymi ósma w kombinacji i szesnasta w gigancie podczas mistrzostw świata w Sestriere w 1997 roku.
W 2008 roku zakończyła karierę.

## Osiągnięcia

### Igrzyska olimpijskie
| Miejsce | Dzień     | Rok  | Miejscowość    | Konkurencja | Czas zawodów | Strata | Zwyciężczyni            |
| ------- | --------- | ---- | -------------- | ----------- | ------------ | ------ | ----------------------- |
| 34.     | 11 lutego | 1998 | Hakuba         | Supergigant | 1:18,02      | +2,67  | Picabo Street           |
| 22.     | 16 lutego | 1998 | Hakuba         | Zjazd       | 1:28,89      | +2,56  | Katja Seizinger         |
| 10.     | 17 lutego | 1998 | Hakuba         | Kombinacja  | 2:40,74      | +4,59  | Hilde Gerg              |
| 19.     | 20 lutego | 1998 | Hakuba         | Gigant      | 2:50,59      | +7,83  | Deborah Compagnoni      |
| 19.     | 12 lutego | 2002 | Salt Lake City | Zjazd       | 1:39,56      | +2,32  | Carole Montillet-Carles |
| 8.      | 14 lutego | 2002 | Salt Lake City | Kombinacja  | 2:43,28      | +5,51  | Janica Kostelić         |
| 18.     | 17 lutego | 2002 | Salt Lake City | Supergigant | 1:13,59      | +2,03  | Daniela Ceccarelli      |

### Mistrzostwa świata
| Miejsce | Dzień     | Rok  | Miejscowość  | Konkurencja     | Czas biegu | Strata | Zwyciężczyni         |
| ------- | --------- | ---- | ------------ | --------------- | ---------- | ------ | -------------------- |
| 16.     | 9 lutego  | 1997 | Sestriere    | Gigant          | 2:39,19    | +5,22  | Deborah Compagnoni   |
| 28.     | 11 lutego | 1997 | Sestriere    | Supergigant     | 1:23,50    | +3,29  | Isolde Kostner       |
| 20.     | 15 lutego | 1997 | Sestriere    | Zjazd           | 1:41,18    | +3,30  | Hilary Lindh         |
| 8.      | 15 lutego | 1997 | Sestriere    | Kombinacja      | 3:03,38    | +2,77  | Renate Götschl       |
| 30.     | 6 lutego  | 2001 | St. Anton    | Zjazd           | 1:36,20    | +4,36  | Michaela Dorfmeister |
| 22.     | 9 lutego  | 2003 | Sankt Moritz | Zjazd           | 1:34,30    | +1,28  | Mélanie Turgeon      |
| 24.     | 9 lutego  | 2007 | Åre          | Superkombinacja | 1:57,69    | +5,72  | Anja Pärson          |

### Mistrzostwa świata juniorów
| Miejsce | Dzień    | Rok  | Miejscowość   | Konkurencja | Czas biegu | Strata | Zwyciężczyni     |
| ------- | -------- | ---- | ------------- | ----------- | ---------- | ------ | ---------------- |
| 17.     | 4 marca  | 1993 | Montecampione | Slalom      | 1:16,22    | +5,07  | Morena Gallizio  |
| 58.     | 5 marca  | 1993 | Montecampione | Supergigant | 1:39,23    | +7,15  | Isolde Kostner   |
| 12.     | 9 marca  | 1994 | Lake Placid   | Zjazd       | 1:27,50    | +1,54  | Mélanie Suchet   |
| 16.     | 11 marca | 1994 | Lake Placid   | Supergigant | 1:23,29    | +4,41  | Hilde Gerg       |
| 15.     | 15 marca | 1994 | Lake Placid   | Slalom      | 1:16,22    | +7,97  | Laure Pequegnot  |
| 23.     | 16 marca | 1995 | Voss          | Zjazd       | 1:26,23    | +2,20  | Sylviane Berthod |
| 5.      | 18 marca | 1995 | Voss          | Slalom      | 1:22,12    | +1,98  | Marlies Oester   |
| 3.      | 20 marca | 1995 | Voss          | Gigant      | 2:02,46    | +0,71  | Karin Roten      |

### Puchar Świata

#### Miejsca w klasyfikacji generalnej
- sezon 1995/1996: 81.
- sezon 1996/1997: 31.
- sezon 1997/1998: 29.
- sezon 1998/1999: 47.
- sezon 2000/2001: 64.
- sezon 2001/2002: 38.
- sezon 2002/2003: 47.
- sezon 2003/2004: 47.
- sezon 2004/2005: 94.
- sezon 2005/2006: 51.
- sezon 2006/2007: 49.
- sezon 2007/2008: 92.

#### Miejsca na podium
Borghi nie stanęła na podium zawodów PŚ.